# Echeveria setosa
Echeveria setosa, é uma espécie de planta pertencente à família Crassulaceae, nativa de áreas semidesérticas do México e comum em toda a cidade de Puebla.

## Taxonomia
- Echeveria setosa var. ciliata (Moran) Moran 1993
- Echeveria setosa var. deminuta J. Meyrán 1989
- Echeveria setosa var. Moran menor 1993
- Echeveria setosa var. oteroi Moran 1993
- Echeveria setosa var. setosa[2]